# La fille du Danube
La Fille du Danube es un ballet de acción en 2 actos y 4 cuadros de Filippo Taglioni, con música de Adolphe Adam y escenografía de Pierre-Luc-Charles Cicéri, estrenada el 21 de septiembre de 1836 en la Ópera de París.
Los papeles principales los bailaron Marie Taglioni y Joseph Mazilier.

## En Rusia
A mediados del siglo XIX, la buena sociedad era francófila y estaba de moda hablar francés. La introducción de los ballets franceses también puede explicarse por esta moda. Padre e hija Taglioni son invitados a bailar en San Petersburgo en el escenario del Teatro Bolshoi Kamenny y el maestro de ballet presenta su espectáculo bajo la dirección artística de André Roller. El estreno tuvo lugar el 20 de diciembre de 1837 con Marie Taglioni en el papel principal. Ella fue reemplazada en algunas actuaciones por Tatiana Smirnova. Luego lo representó en Moscú en el Teatro Bolshoi con el maestro de ballet Théodore Guérinaud, en el que destacó la primera bailarina Ekaterina Sankovskaïa (en Fleur des champs), el estreno tuvo lugar el 18 de diciembre de 1838. Este ballet fue un éxito rotundo en Rusia en ambas capitales. En 1839, el compositor Adolphe Adam fue invitado a Rusia. Dejó París a finales de septiembre y llegó a San Petersburgo el 13 de octubre. El emperador Nicolás I hizo tocar La Fille du Danube en su honor con La Taglioni en el papel principal y el compositor fue presentado oficialmente al soberano, quien le pidió que compusiera una marcha para su guardia.
El 8 de marzo de 1880, fue el turno de Marius Petipa de dar una nueva versión en el Teatro Mariinski con música de Cesare Pugni y con Ekaterina Vazem y Pável Gerdt en los papeles principales.

## Otras versiones
- 1978: Pierre Lacotte, en el Teatro Colón, Argentina, con Ghislaine Thesmar y Michaël Denard.

- 2006: Pierre Lacotte, Tokyo Ballet, versión de Philippe Taglioni (1836), música de Adam. Las funciones tuvieron lugar los días 16, 17 y 18 de noviembre de 2006.[4]